# Aegithalos leucogenys
Aegithalos leucogenys là một loài chim trong họ Aegithalidae.